# Víctor Manuel Leites
Víctor Manuel Leites Larreca (Paysandú, 3 de marzo de 1933 - 12 de abril de 2016) fue un dramaturgo, guionista, narrador y crítico uruguayo. 

## Biografía
Sus primeros trabajos como guionista fueron para la televisión, con trabajos propios o adaptaciones. Lo hizo para el Canal 5, orientado por Francisco Espínola.
En 1960 comenzó a publicar cuentos en El Popular, Eco y Última Hora. Ejerció la crítica teatral durante casi 25 años en dichas publicaciones y en De frente, hasta el cierre por el gobierno de facto de estos medios de prensa en 1973. Posteriormente ejerció la crítica en los semanarios La Democracia y Brecha.
Obtuvo el Premio Florencio a Autor Nacional por las obras Doña Ramona (1982), El reformador (1990) y El loco julio (1998).
Fue Director Artístico de la Comedia Nacional, de la que contribuyó a su reestructura, en el periodo 1990-1993.
Su obra teatral más difundida fue Doña Ramona; fue estrenada en 1982 en el Teatro Circular y fue representada más de 500 veces en Montevideo.

## Obras
- Informe para distraídos (Club de Teatro, 1968)
- Alicia en el País de la Maravillas (Sala Verdi, 1970)
- Crónicas de bien nacidos (Club de Teatro, 1972)
- Yo tengo una idich mame (La Claraboya Amarilla, 1974)
- Quiroga (Teatro Circular, 1978)
- Doña Ramona (Teatro Circular, 1982)
- El chalé de Gardel (Comedia Nacional, 1985)
- El reformador (Teatro Circular, 1990)
- El copamiento (La Gaviota, 1997)
- El loco Julio (Casa del Teatro, 1998)
- Amor Pasado (Teatro Circular, 2000)
- El día de los cuchillos largos (El Galpón, 2008)